# Pareas iwasakii
Pareas iwasakii (jap. イワサキセダカヘビ, Iwasaki-Sedaka-Hebi) ist eine Schlangenart aus der Gattung Pareas innerhalb der Familie der Pareidae. Die Schlangenart ist in Japan auf den Yaeyama-Inseln endemisch und ernährt sich ausschließlich von Schnecken.

## Merkmale
Die kleine Schlangenart hat eine Gesamtlänge von 50 bis 70 cm. Der Körper ist schmal mit einem leichten Kamm entlang der Mitte des Rückens. Die Augen treten aus dem Kopf hervor. Die Pupille ist ein vertikales Oval und die Iris ist orangefarben bis leicht rötlich oder ockerfarben. Die Körperfarbe ist meist braun bis hellbraun, mit dunkelbraunen Streifen vom Kopf bis zum Hals und 50 bis 70 undeutlichen schwarzen Bändern in Querrichtung am Torso.

## Abgrenzung zu verwandten Arten
Pareas iwasakii ist morphologisch sehr ähnlich zu den beiden auf Taiwan verbreiteten und nahe verwandten Arten Pareas atayal (erst 2015 neu beschrieben) und Pareas komaii. Die dritte taiwanesische Art Pareas formosensis ist auch auf dem chinesischen Festland verbreitet und besitzt dort nähere Verwandte. Sie hat mit diesen die hellere, gelbe Farbe der Iris gemeinsam (nicht orange bis rot wie bei Pareas iwasakii). Sie kann von diesen unterschieden werden anhand der dorsalen Schuppenreihen: Bei Pareas iwasakii ist nur eine Reihe, über den Wirbeln, vergrößert, bei den anderen sind es drei Reihen. Weitere diagnostisch wichtige Merkmale sind: Die mittleren fünf bis sieben dorsalen Schuppenreihen sind deutlich gekielt, der Kopf ist in den Proportionen merklich länger als bei den verwandten Arten (Verhältnis Schnauzenlänge zu Kopflänge etwa 0,20, gegenüber 0,24 bei Pareas atayal und 0,29 bei Pareas komaii). Außerdem ist sie tendenziell eher etwas dunkler gefärbt als diese.

## Verbreitungsgebiet und Bedrohungen

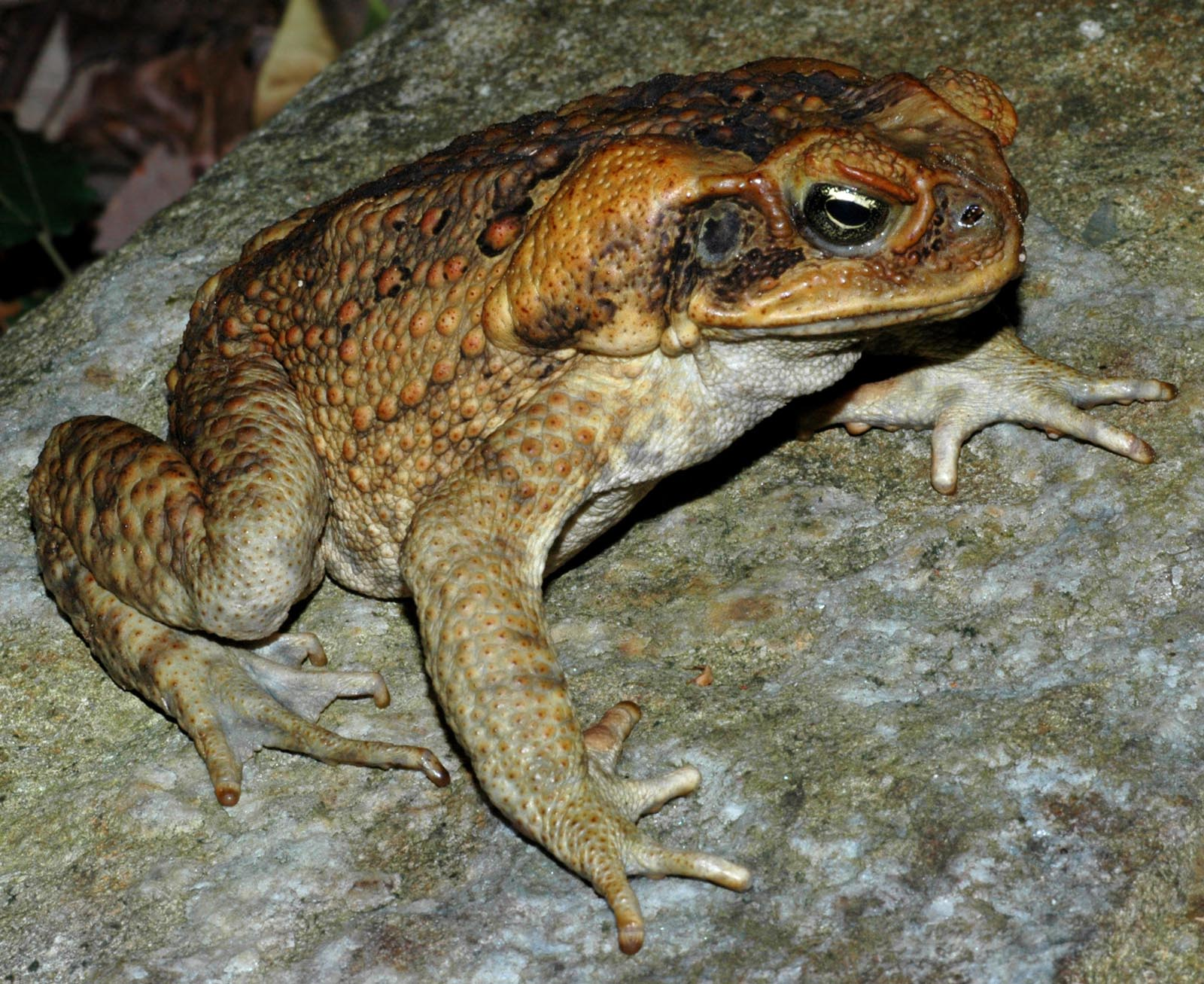
Aga-Kröte, Nahrungskonkurrent und Fressfeind der Schlangen

Die Schlangenart ist in Japan endemisch. Sie lebt dort auf den beiden größeren Yaeyama-Inseln Iriomote-jima und Ishigaki-jima, die zusammen eine Fläche von etwas über 500 km² haben. Eine Bedrohung sind möglicherweise invasive Tierarten wie die auf Ishigaki-jima eingeführte Aga-Kröte. Die Krötenart frisst vermutlich junge Schlangen und stellt zudem einen Konkurrenten um die Nahrung der Schlangen dar. Die International Union for Conservation of Nature and Natural Resources (IUCN) sowie die nationale Rote Liste gefährdeter Reptilien Japans stuft Pareas iwasakii als potenziell gefährdet (Near Threatened) ein. Das Verbreitungsgebiet liegt zu großen Teilen innerhalb des 1972 ausgewiesenen Iriomote-Ishigaki-Nationalparks.

## Lebensweise
Pareas iwasakii bewohnt hauptsächlich die feuchten natürlichen Wälder und Sträucher auf den Inseln, kommt aber auch in der Nähe von Grünland- und Zuckerrohrfeldern vor. Die Schlangenart ist nachtaktiv und findet sich sowohl auf dem Boden als auch in Bäumen. Weibchen legen im Frühsommer 8–11 Eier.
Die Schlangenart jagt ausschließlich Schnecken und ist dazu mit einem spezialisierten Kiefer ausgerüstet. Zum Fressen der Schnecken fixieren die Schlangen das Schneckenhaus mit dem Oberkiefer und führen den Unterkiefer ein, um dann geschickt nur den weichen Hauptkörper der Schnecke herauszuziehen. Der asymmetrische Kiefer – die Zahnreihe ist auf der rechten Seite deutlich dichter – hilft dabei Schnecken mit dextralen (rechtshändig / im Uhrzeigersinn gewickelten) Häusern zu fressen. Gleichzeitig stellen für die Schlangen dadurch Schnecken mit sinistralen (linkshändig / gegen den Uhrzeigersinn) gewickelten Häusern eine schwieriger zu packende und fressende Beute dar – die meisten Schneckenhäuser sind jedoch im Uhrzeigersinn gewickelt. Die bemerkenswerte Links-Rechts-Asymmetrie in dieser Gattung (und besonders in dieser Art) ist ein wichtiges Forschungsobjekt zur Aufklärung des koevolutionären Systems von Schlangen und Schnecken.

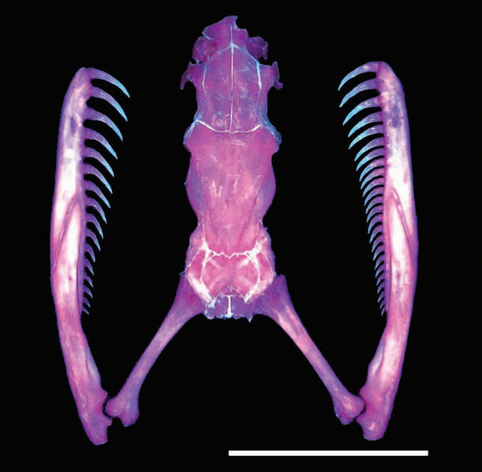
Schädel der Schlangenart Pareas iwaskii – die Zähne sind zahlreicher auf der rechten Seite ausgeprägt
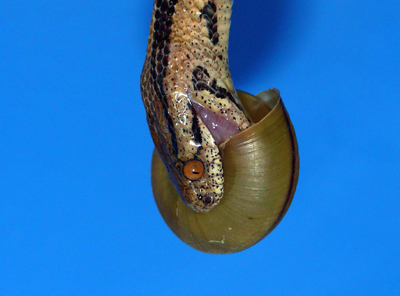
Das Schneckenhaus wird mit dem Oberkiefer gepackt und die Schnecke mit dem Unterkiefer herausgezogen

## Phylogenie, Taxonomie, Systematik
Die Art wurde von Maki 1937 als Unterart Amblycephalus formosensis iwasakii erstbeschrieben, der Holotyp (von Ishigaki-jima) ist verschollen. Der Name iwasakii wurde zu Ehren des japanischen Meteorologen Takuji Iwasaki gewählt. Sie wurde von Tetsuo Takara 1962, auch auf Basis des von ihm neu entdeckten Vorkommens auf Iriomote-jima, in den Artrang erhoben. Obwohl sich die von Maki angegebenen morphologischen Merkmale teilweise als nicht verlässlich erwiesen haben wurde der Artstatus in allen neueren Untersuchungen bestätigt. Als Schwesterart erwies sich die erst 2015 von Taiwan neu beschriebene Art Pareas atayal, die genetische Divergenz zwischen den beiden Arten ist recht gering.